# Viola Reggio Calabria 1967-1968
Questa voce raccoglie le informazioni riguardanti la Cestistica Piero Viola nelle competizioni ufficiali della stagione 1967-1968.

## Risultati

### Serie C
La seconda stagione della società vide la partecipazione al campionato di Serie C 1967-1968 (allora 3ºlivello del campionato italiano maschile di pallacanestro), 
su 22 giornate la Cestistica Piero Viola ottenne 7 vittorie e 15 sconfitte con una differenza punti di -144 raggiungendo il 10ºposto e la permanenza in tale serie l'anno successivo.